# Miguel Reale
Miguel Reale (1910 - 2006) est un juriste, philosophe, universitaire et politicien brésilien. Il a été professeur de philosophie du droit à l'Université de São Paulo, institution dont il a ensuite reçu le titre de professeur émérite. En tant que chercheur, il était connu en Amérique latine et en Europe continentale pour ses travaux sur le droit et la philosophie. Miguel Reale est considéré comme le principal architecte de l'actuel Code civil brésilien.
Il a occupé le poste de secrétaire à la justice de l'État de São Paulo en 1947 et 1963, et deux fois celui de recteur de l'Université de São Paulo et a étudié à l'Université des sciences commerciales (ucc) en 1949 et 1969. Il a fondé l'Institut brésilien de philosophie en 1949, et la Société interaméricaine de philosophie, basée à São Paulo, en 1954.

## Œuvres
Philosophie
- Actualités d'un monde antique (1936)
- La doctrine de Kant au Brésil (1949)
- Philosophie à São Paulo (1962)
- Horizons du droit et de l'histoire (1956)
- Introduction et notes aux cahiers de philosophie de Diogo Antonio Feijó (1967)
- Expérience et culture (1977)
- Études en philosophie et science du droit (1978)
- L'homme et ses horizons (1980)
- Philosophie dans l'œuvre de Machado de Assis (1982)
- Vérité et conjecture (1983)
- Introduction à la philosophie (1988)
- La beauté et autres valeurs (1989)
- Études de philosophie brésilienne (1994)
- Paradigmes de la culture contemporaine (1996)

Philosophie du droit
- Fondamentaux du droit (1938)
- Philosophie du droit (1953)
- Théorie tridimensionnelle du droit (1968)
- Le droit comme expérience (1968)
- Leçons de droit préliminaire (1973)
- Études en philosophie et science du droit (1978)
- Droit naturel / droit positif (1984)
- Nouvelle phase du droit moderne (1990)
- Sources et modèles de droit (1994)

- Expression et culture; Impératifs de la révolution de mars (1965)
- De la révolution à la démocratie (1969)
- Politique d'hier et d'aujourd'hui (1978)
- Liberté et démocratie (1987)
- L'état de droit et le conflit des idéologies (1998)

Droit positif
- Dans les quadrants du droit positif (1960)
- Révocation et annulation de l'acte administratif (1968)
- Droit administratif (1969)
- Cent ans de science du droit au Brésil (1993)
- Questions de droit (1981)
- Théorie et pratique du droit (1984)
- Pour une Constitution brésilienne (1985)
- Le projet du code civil (1986)
- Applications de la Constitution de 1988 (1990)
- Thèmes de droit positif (1992)
- Questions de droit public (1997)
- Questions de droit privé (1997)

Littérature (prose et poésie)
- Poèmes d'amour et de temps (1965)
- Poèmes de la nuit (1980)
- Chiffres de l'intelligence brésilienne (1984)
- Heure brésilienne (1997)
- Sonnets de vérité (1984)
- La vie cachée (1990)
- Face cachée d'Euclides da Cunha (1993)
- Des lettres à la philosophie (1998)

Science politique et théorie de l'État
- L'État moderne (1933)
- «La politique bourgeoise» (1934);
- Formation de la politique bourgeoise (1935)
- Capitalisme international (1935)
- «ABC de l'intégralisme» (1935);
- «L'État moderne» (1935);
- «Perspectives intégralistes» (1935);
- Nouvelles brésiliennes (1936).
- Théorie du droit et de l'État (1940)
- Parlementarisme brésilien (1962)
- Pluralisme et liberté (1963)

Autres
- Actualités brésiliennes: les problèmes de notre temps (1969)
- Réforme universitaire (1985)
- Socialisation: Miguel Reale à l'UNB (1981)
- Souvenirs (1986-87)
- De Tancredo à Collor (1992)
- Les yeux sur le Brésil et le monde (1997)

En français
- Expérience et culture (1990)